# Coteaux-de-peyriac
Le coteaux-de-peyriac est un vin français d'IGP (indication géographique protégée) du vignoble du Languedoc-Roussillon. Il est produit en blanc, rosé ou rouge, sur une partie du Minervois, dans l’Aude et l'Hérault. Jusqu'en 2009, il avait la dénomination vin de pays des coteaux de Peyriac.

## Histoire

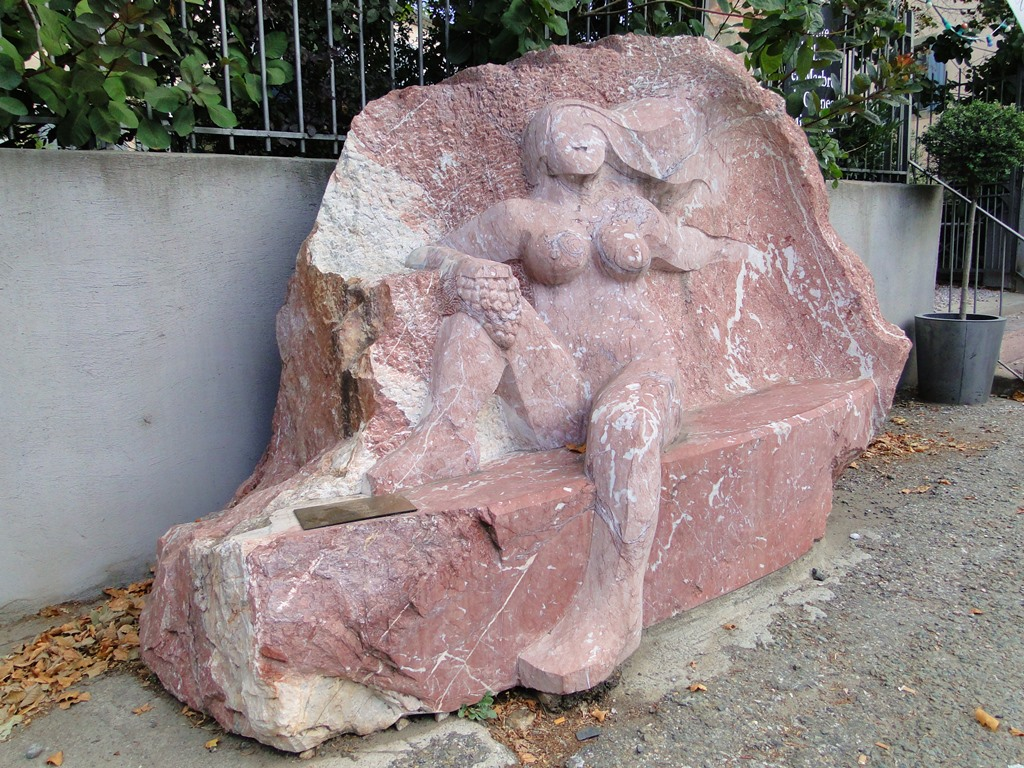
Bacchante dans l'abbaye de Caunes-Minervois

La viticulture est présente depuis la colonisation romaine.
Le canal du Midi, inauguré en 1681, relança la production du vin en Languedoc qui pouvait être exporté vers Toulouse, Bordeaux et Marseille. Le canal, qui traverse ce vignoble sur 40 kilomètres, eut pour effet d'élargir la zone de vente des producteurs locaux et dans les années 1730-1740, ce commerce permit aux exploitations agricoles d'augmenter leur production.
À partir de 1855, le vignoble connut une forte progression. Mais la crise de l'oïdium, suivie du phylloxéra, puis la surproduction des vins de qualité inférieure engendrèrent la révolte de 1907. 
Le mouvement coopératif qui s'ensuivit au cours des années 1930 redonna un essor de la viticulture. Au milieu du XXe siècle, les vignerons décident de choisir la qualité contre la quantité en commercialisant des vins  gouleyants et  faciles  à  boire. Cette production fut labellisée en vin de pays le 25 janvier 1982.

## Géographie

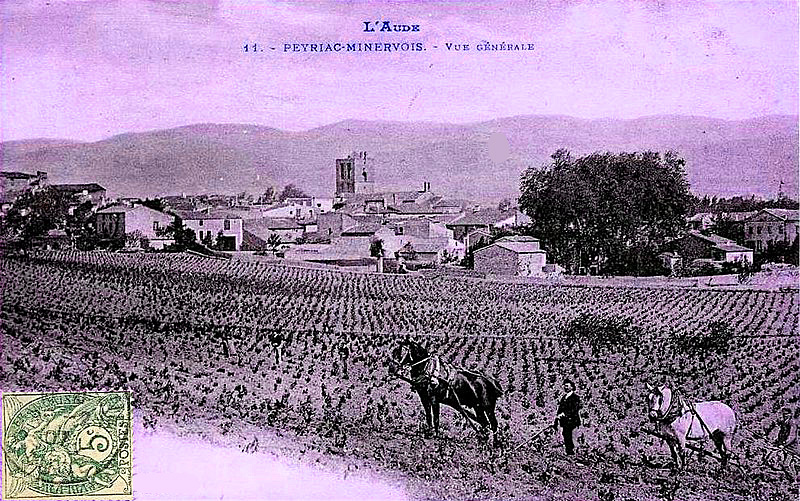
Labour à cheval des vignes à Peyriac-Minervois

### Orographie
Le vignoble se situe sur des terrasses relativement planes à une altitude moyenne 
de 100 mètres. Les pentes ont une exposition sud et sud/ouest et leur altitude moyenne varie autour de 150 mètres.

### Géologie
Les rivières Clamoux et Argent Double, affluents de l'Aude, qui descendent de la montagne Noire ont déposé sur leurs rives des terrasses composées d'alluvions quaternaires caillouteuses (au nord et à l’ouest), des grès et marnes gréseuses érodées (zone centrale) et des grès calcaires (à l’ouest).

### Climat
Le climat est à dominante méditerranéenne. L’automne est caractérisé par des orages violents et rapides. L’été est souvent chaud et sec ce qui est favorable à la culture de la vigne. La pluviométrie annuelle moyenne varie autour de 600 millimètres et la température moyenne annuelle est supérieure à 14 °C, avec un ensoleillement annuel qui dépasse à 2 400 heures.
Les vents sont souvent présents. Cette région est l'une des plus venteuses avec 300 à 350 jours de vent par an. Ce phénomène est essentiellement dû aux reliefs nord et sud qui forment un couloir. Du nord-ouest souffle le cers. C’est un vent de terre, sec, violent et froid en hiver. De l'est souffle le marin. Il est chaud et humide et provient de la mer.

## Vignoble
Il est situé entre Narbonne et Carcassonne dans les départements de l'Aude et de l'Hérault en région Languedoc-Roussillon. Sa limite Nord est constituée par la Montagne Noire et sa limite sud se situe le long des rives de l'Aude.

### Présentation
Pour avoir droit à la dénomination IGP des coteaux de Peyriac (anciennement vin de pays des coteaux de Peyriac), les vins doivent être issus de vendanges récoltées sur le territoire des communes suivantes :
- Dans le département de l’Aude : Azille, Caunes-Minervois, Homps, Laure-Minervois, Pépieux, Peyriac-Minervois, Puichéric, La Redorte, Rieux-Minervois, Trausse, Villeneuve-Minervois, Malves-en-Minervois, Villalier, Villegly, Bagnoles, Villarzel, Aigues-Vives, Saint-Frichoux, Blomac et Castelnau-d'Aude.

- Azille

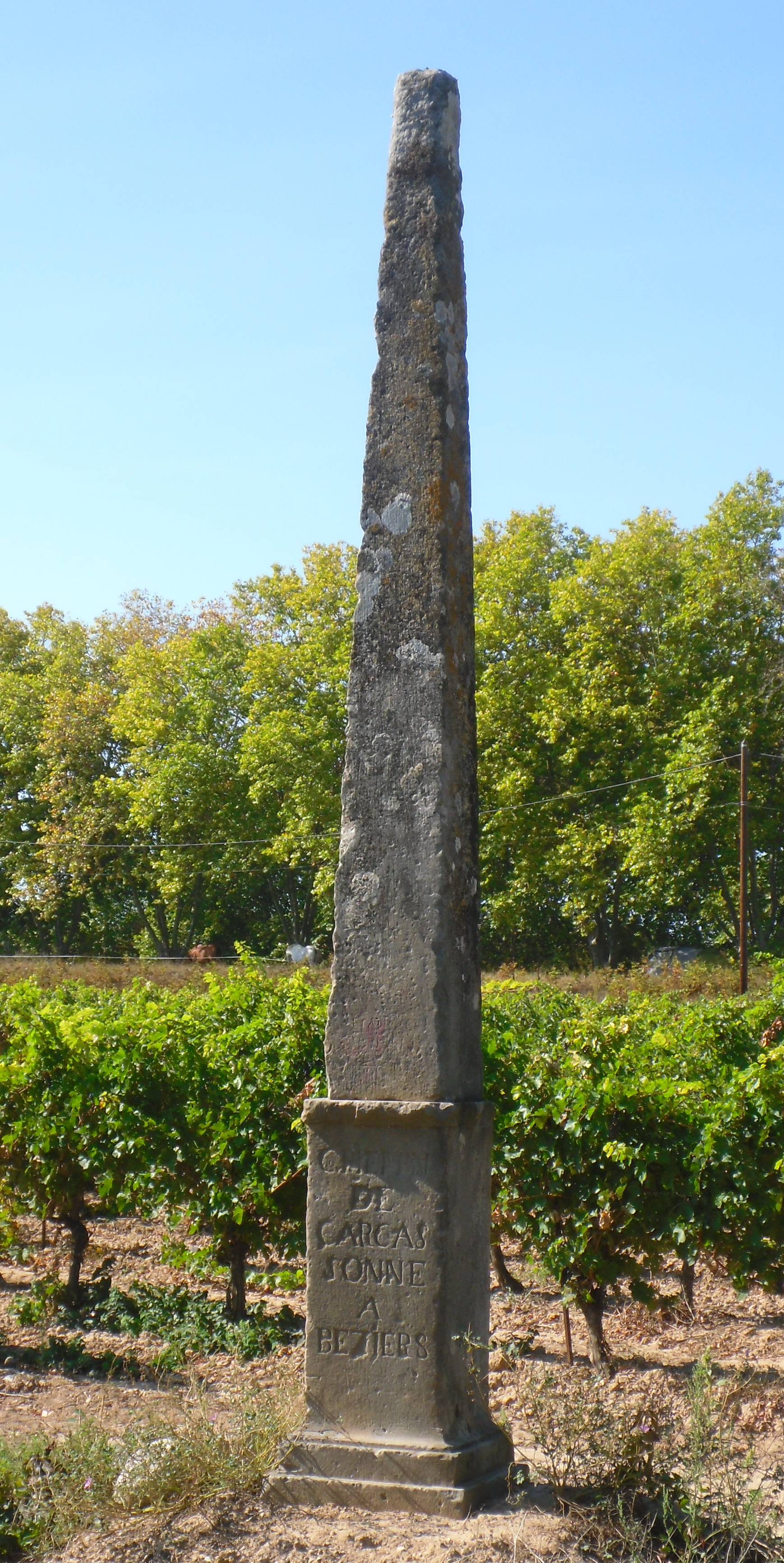
Obélisque à Puicheric
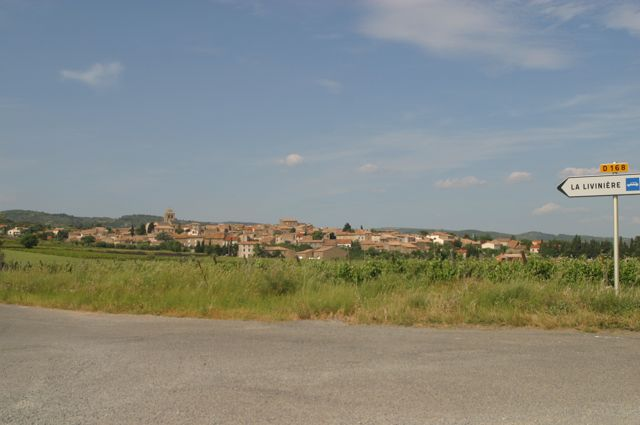
La Livinière

- Dans le département de l’Hérault : Félines-Minervois et La Livinière.

### Encépagement

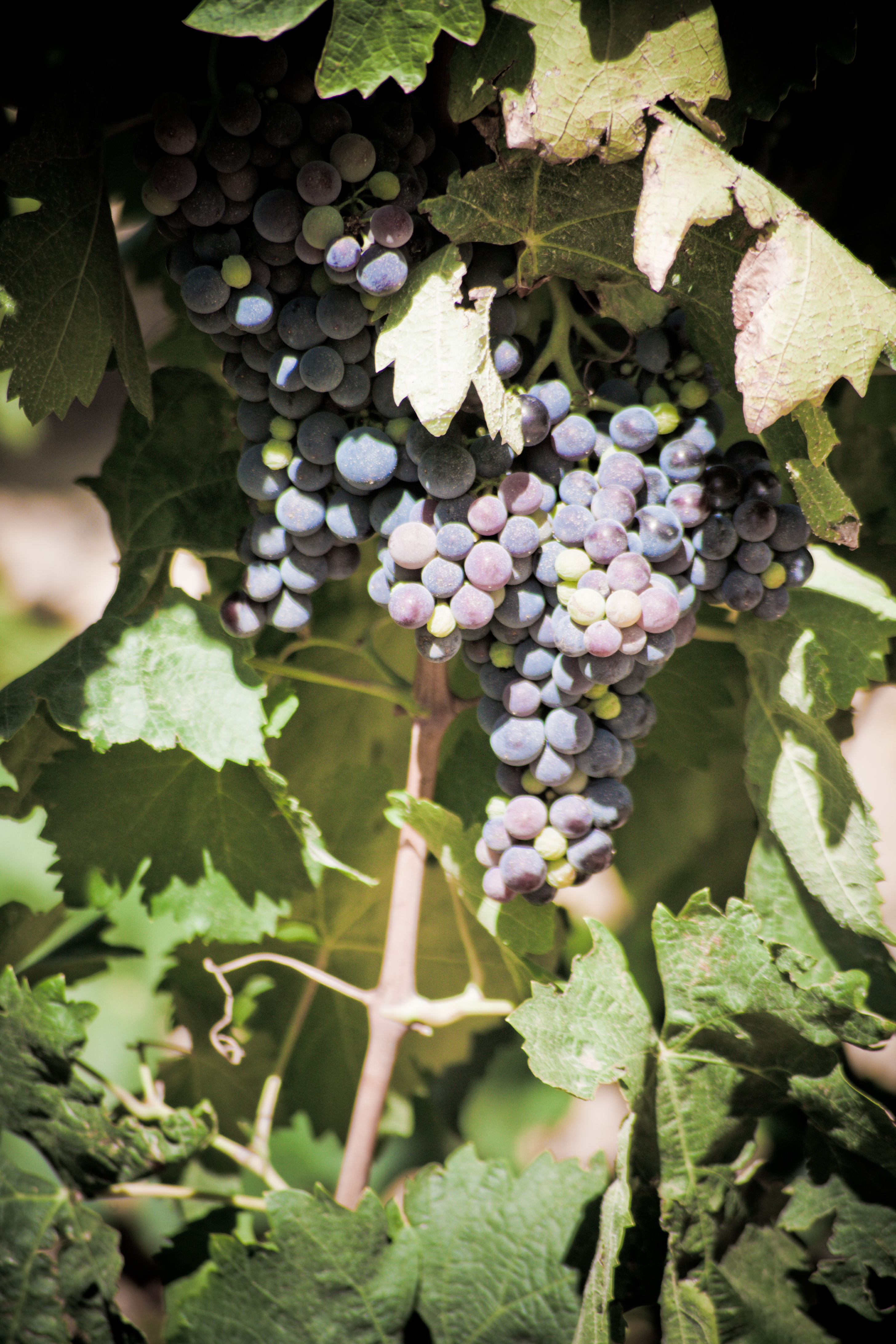
Cépages des coteaux-de-peyriac

Le coteaux-de-peyriac est élaboré à base de :
Cépages rouges
Carignan N, Chenanson N, Cabernet franc N, Cabernet-Sauvignon N, Caladoc N, 
Cinsaut N, Cot N, Grenache N, Lledoner pelut N, Marselan N, Merlot N, Mourvèdre N, Petit Verdot N, 
Pinot noir N, Piquepoul noir N, Portan N, Syrah N, Terret noir N 
Cépages rosés et gris
Grenache gris G, Terret gris G 
Cépages blancs
Bourboulenc B, Carignan blanc B, Clairette B, Chardonnay B, Chasan B, Chenin B, 
Colombard B, Grenache blanc B, , Macabeu B, Marsanne B, Mauzac B, Muscat à petits grains blancs 
B, Muscat d’Alexandrie B, Piquepoul blanc B, Roussanne B, Sauvignon B, Sémillon B, Terret blanc B, 
Ugni blanc B, Vermentino B, Viognier B 
Le décret actuel n'impose pas de pourcentage minimum ou maximum sur ces cépages, qui peuvent être assemblés ou en monocépage, mais autorise l'ajout d'une mention de cépage après l'IGP (comme « coteaux-de-peyriac syrah » ou « coteaux-de-peyriac carignan-grenache »).
Le terroir spécifique donne une typicité à ses arômes.

### Méthodes culturales et réglementaires

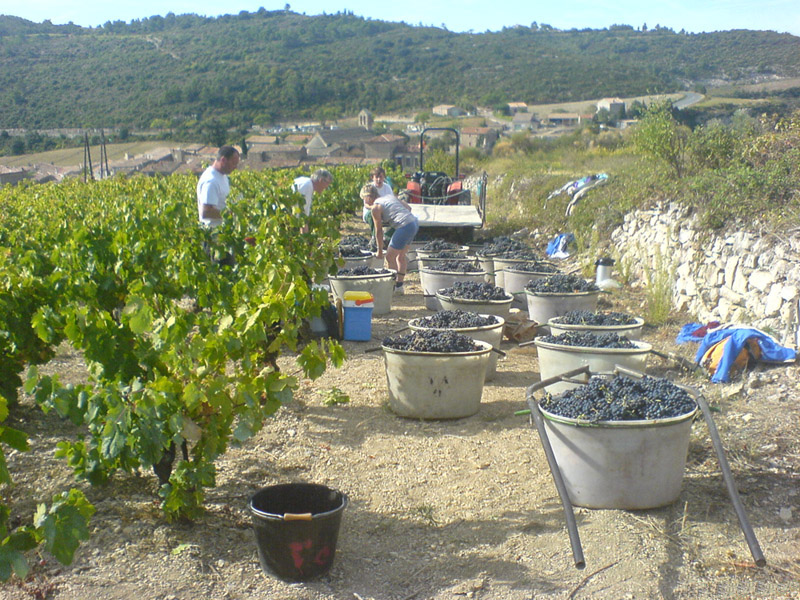
Vendanges dans les coteaux-de-peyriac

Pour bénéficier de l'IGP, ces vins doivent avoir un rendement  maximum à l'hectare de 80 hectolitres. Les rouges doivent avoir fait leur fermentation malolactique avant d'être commercialisés. Par contre, les vins primeur ou nouveau peuvent avoir leur malo bloquée.

### Vinification et élevage
L'objectif des producteurs est de fournir à leur clientèle des vins aux  arômes  fruités dans leur jeunesse titrant au minimum de 11 % vol. L'équipement moderne des caves favorise l'extraction douce des tanins pour les rouges qui se présentent avec une structure tannique très arrondie. Les blancs et les rosés, grâce à la maîtrise des températures en œnologie, sont vinifiés pour être consommés dans l'année.

### Structure des exploitations
La production actuelle des coteaux-de-peyriac est de 80 000 hectolitres. Elle est assurée par 25 caves indépendantes et 9 caves coopératives.

## Sources